# Tomoplagia atimeta
Tomoplagia atimeta är en tvåvingeart som beskrevs av Friedrich Georg Hendel 1914. Tomoplagia atimeta ingår i släktet Tomoplagia och familjen borrflugor.
Artens utbredningsområde är Bolivia. Inga underarter finns listade i Catalogue of Life.